# Pedro Santana Lopes
Pedro Miguel de Santana Lopes (phát âm tiếng Bồ Đào Nha: [pedɾu sɐtɐnɐ lɔpɨʃ], sinh ngày 29 tháng 6 năm 1956), một luật sư và chính trị gia người Bồ Đào Nha, là Thủ tướng Bồ Đào Nha từ năm 2004 đến năm 2005. Ông từng là thành viên của Nghị viện Bồ Đào Nha.

## Tiểu sử
Santana Lopes sinh ra ở Lisbon, Campo Grande, cha là Aníbal Luís Lopes (Bồ Đào Nha, São Sebastião da Pedreira, ngày 17 tháng 2 năm 1933), một quản trị viên công ty có ông nội của ông nội bà mẹ là bà con của João Brandão, và mẹ (M Lisbon, São Sebastião da Pedreira, 27 tháng 2 năm 1954) Maria Ivone Risques Pereira de Santana (Lisbon, São Sebastião da Pedreira, 3 tháng 5 năm 1931 - Lisbon, 23 tháng 3 năm 1999), một nửa tuyệt vời-lớn-cháu gái của Baron thứ hai của Brissos.
Ông tốt nghiệp cử nhân luật của Khoa Luật của Đại học Lisboa, nơi ông là Lãnh đạo Liên minh Sinh viên, trở thành luật sư. Ông gia nhập Đảng Dân chủ Xã hội Bồ Đào Nha (PSD) vào năm 1976 và vẫn là một thành viên kể từ đó. Ở đó ông bắt đầu sự nghiệp của mình như là một Phó Đại hội của Cộng hòa.
Năm 1979, ông trở thành cố vấn pháp lý cho Thủ tướng Francisco Sá Carneiro, và đã xác định mình là một người đi theo ông trong suốt cuộc đời chính trị của ông.
Năm 1986, ông trở thành Trợ lý Ngoại trưởng của Thủ tướng Aníbal Cavaco Silva, một văn phòng ông rời khỏi năm sau để dẫn dắt danh sách PSD tới Quốc hội Châu Âu, nơi ông ở lại hai năm trong nhiệm kỳ 5 năm.
Năm 1991, Cavaco Silva bổ nhiệm ông vào vị trí chính phủ của Ngoại trưởng Văn hoá. Rời khỏi văn phòng, ông tiếp tục chạy, và giành chiến thắng, Chủ tịch thứ 43 của Sporting Clube de Bồ Đào Nha (1995-1996), giành Tata de Portugal vào năm 1994/1995 trong bóng đá. Sau đó, ông trở thành Thị trưởng của Figueira da Foz năm 1998 và Thị trưởng Lisbon năm 2002. Trong thời gian này, ông cũng kiếm sống bằng tư cách một nhà bình luận thể thao và chính trị và thành lập một tờ báo hàng tuần, Semanário.
Khi José Manuel Durão Barroso từ chức vào tháng 7 năm 2004 để đảm nhiệm chức vụ Tổng thống của Ủy ban châu Âu, Santana Lopes đã trở thành Chủ tịch PSD. Vì đảng của ông là đối tác chính trong chính phủ liên hiệp vào thời điểm đó, ông đã được đề cử làm Thủ tướng Chính phủ Lập hiến của Chính phủ XVI, và ngừng nhiệm kỳ với tư cách Thị trưởng Lisbon. Sau nhiều tranh cãi, Tổng thống Jorge Sampaio, một thành viên của đảng đối lập chính, đã giải tán quốc hội, dẫn đến việc ông từ chức là Thủ tướng Bồ Đào Nha. Sau đó anh ta trở lại tập luyện pháp luật.
Santana Lopes hiện đang đứng đầu Santa Casa da Misericordia de Lisboa và làm bình luận chính trị với cựu Ủy viên châu Âu António Vitorino.